# Delias diaphana
Delias diaphana is een vlindersoort uit de familie van de Pieridae (witjes), onderfamilie Pierinae.
Delias diaphana werd in 1878 beschreven door Semper, G.